# Manuel Ignacio Oliver Buhigas
Manuel Ignacio Oliver Buhigas (Ceuta, 31 de julio de 1940) es un militar  español con el grado de Teniente general del Ejército de Tierra, piloto de helicópteros, paracaidista y especialista en carros de combate.

## Primeros años de vida
Procede de una familia de gran tradición militar, su madre era María Lourdes Buhigas, su padre, Luis Oliver Rubio (Buñuel, 20 de junio de 1894-Burgos, 27 de noviembre de 1956) alcanzó el empleo de Teniente general y su último destino, en el que falleció, fue el de Capitán General de la VI Región Militar (Burgos), su hermano Luis Oliver Buhigas (Villagarcia de Arosa, 11 de julio de 1933- Madrid, 13 de enero de 2012), llegó a General de división, siendo su último destino como Jefe de la División Mecanizada Maestrazgo 3 (Valencia) y su otro hermano, Francisco Oliver Buhigas (Ceuta 5 de septiembre de 1943- Madrid 20 de febrero de 2022) alcanzó el empleo de coronel teniendo como último destino la Jefatura de Estado Mayor de la División de Montaña Urgel n.º4 (Lérida). 
Está casado con Mercedes Barrecheguren y tiene dos hijos: Ignacio y Cristina.

## Trayectoria militar
Su carrera militar empezó cuando fue destinado al Grupo de Regulares de Ceuta n.º 3 en calidad de «educando de banda» en septiembre de 1954. Ingresó en la Academia General Militar el 1 de julio de 1958. Su último destino fue el de General Jefe de la Región Militar Noroeste hasta el 15 de junio de 2004. Pasó a la reserva el 31 de julio de 2004; el 31 de julio de 2005 pasó a la situación de "Retirado" después de cincuenta años y diez meses de servicio ininterrumpido.

### Empleos obtenidos
- Alférez Cadete del Ejército de Tierra (15 de julio de 1960).[6]
- Teniente del Ejército de Tierra (15 de noviembre de 1962).[7]
- Capitán del Ejército de Tierra (14 de abril de 1971).[8]

Con este grado fue designado como encargado de la compras de los helicópteros de transporte Boeing CH-47 Chinook para trabajar con la fábrica Boeing Rotorcraft Systems en el diseño, equipos específicos, repuestos, etc. y para la recepción oficial de los aparatos.
- Comandante del Ejército de Tierra (10 de septiembre de 1979).[9]
- Teniente coronel del Ejército de Tierra (27 de noviembre de 1986).[10]
- Coronel del Ejército de Tierra (19 de octubre de 1990).[11]

Cuando la UEO o WEU Unión Europea Occidental o Western European Unión sufrió una profunda remodelación y trasladó su sede de Londres a Bruselas fueron designados una serie de Oficiales Superiores de los países componentes (Reino Unido, Francia, Alemania, Bélgica, Países Bajos, Italia, Portugal, España y Luxemburgo) para crear la Célula de Planeamiento (Estado Mayor), siendo destinado el oficial español, coronel Oliver, para la sección de Operaciones y Ejercicios.
- General de brigada del Ejército de Tierra (3 de febrero de 1989).[12]

Tras su ascenso a General de Brigada fue nombrado Jefe de la Brigada de Infantería Mecanizada XXI con la misión de prepararla para su integración en el CEUR (Cuerpo de Ejército Europeo), integración que se produjo el 1 de octubre de 1995, comenzando su participación en ejercicios, reuniones y conferencias con el Cuartel General del CEUR en Estrasburgo y con las Divisiones Alemana, Francesa y Belga en respectivos países.
Después de una serie de adaptaciones orgánicas, el 1 de febrero de 1996,  la BRIMZ XXI, adopta el nombre de Brigada de Infantería Mecanizada "Guzmán el Bueno" X y el Gobierno Militar de Córdoba se convierte en la Comandancia Militar de Córdoba, continuando como Jefe de ambas.
- General de división del Ejército de Tierra (31 de octubre de 1997).[17]

Al ascender a General de División, fue destinado como «General Primer Adjunto al Comandante del Cuerpo del Ejército Europeo» Jefe del Eurocuerpo, siendo la primera vez que un Oficial español ocupa este puesto. Permaneció dos años en Estrasburgo, sede del citado Cuerpo de Ejército Europeo
A su regreso a territorio español fue destinado como Director de Servicios Técnicos del Ejército de Tierra.
- Teniente general del Ejército de Tierra (30 de junio de 2000).[20]

Al ascender a Teniente General fue nombrado «Asesor del General de Ejército Jefe del Estado Mayor del Ejército de Tierra, para Operaciones de Proyección»
Posteriormente fue nombrado Jefe de la Región Militar Noroeste, con sede en la Capitanía General de La Coruña, que agrupa las Comunidades de Galicia, Asturias, Cantabria, País Vasco, La Rioja y Castilla y León.
Fue el último Capitán General de la Región Militar Noroeste ya que como consecuencia de la reorganización de las  Fuerzas Armadas y desaparición de los Mandos territoriales, a su pase a la reserva el 31 de julio de 2004, su sucesor, el Teniente General Juan Yagüe Martínez-Campos, ya fue designado como Jefe de la Fuerza Logística Operativa, también con sede en La Coruña, pero con misiones diferentes.

### Destinos
Grupo de Regulares Ceuta n.º 3; Regimiento de Infantería San Marcial n.º 7, en Burgos; Regimiento de Infantería Inmemorial del Rey n.º 1 (en dos ocasiones); Regimiento de Infantería Acorazada «Alcázar de Toledo» n.º 61 (RIAC 61); Unidad de helicópteros UHEL-11 para la C.E.(en dos ocasiones); Fuerzas Aeromóviles del Ejército de Tierra (FAMET); Comisión de Enlace con el Military Advisory Group; Escuela de Estado Mayor; Jefatura de las Fuerzas Aeromóviles del Ejército de Tierra 4.ª Sección (Logística ), JEFAMET 4.ª; jefe de Estado Mayor  (JEFAMET); Agregado militar del Ministerio de Defensa en Grecia; Estado Mayor del Ejército, División de Coordinación y Planes (EME 5.ª); Estado Mayor del Ejército, División de Coordinación y Planes Tratados Internacionales; Unión Europea Occidental Bruselas; Brigada «Guzmán el Bueno» X; Eurocuerpo (CEUR) Estrasburgo; DIST. CGE; Asesor del JEME; Capitán General de la Región Militar Noroeste con mando y cuartel general en La Coruña.
A lo largo de su carrera fue comisionado para diferentes misiones en más de sesenta ocasiones en países de cuatro continentes

### En España
Curso de automovilismo (sobresaliente) (1962);  Paracaidista (1966) con más de 50 saltos; especialista en carros de combate (1966); Piloto de helicópteros (1967); Título de observador desde helicópteros; Oficial de mantenimiento de helicópteros (1975); Aptitud para el servicio de Estado Mayor (1973); Profesor en Coordinación y Planes CEMAG (1979); Diploma de Servicio Curso de Estado Mayor,(1982); Especialista en Logística (1983); Curso de apoyo aéreo (1984); Curso de Relaciones internacionales en la Escuela Diplomática (1988); XXIII curso CAGEA (1994).

### En el extranjero
Título de piloto de helicópteros en los Estados Unidos mediante tres fases:1.ª fase: en la Base de la Fuerza Aérea Lackland, 2.ª fase: en Fort Wolters-USAPHS (United States Army Primary Helicopter School), 3.ª fase: en Fort Rucker -USA HTC (1970); Mantenimiento de aeronaves (1971); Piloto de pruebas y mantenimiento de aeronaves-UH (1971); Oficial de mantenimiento y piloto de pruebas Boeing CH-47 Chinook(1973); Curso avanzado de oficial de Infantería (IOAC) en Fort Benning (1977); Técnico de reparación y mantenimiento de helicópteros y piloto de pruebas del Boeing Chinook Boeing CH-47 Chinook y Bell UH-1 Iroquois (1978); Especialista de  aeronaves de ala rotativa (1979); curso de Estado Mayor y Comando del Ejército de los Estados Unidos (CGSC) en Fort Leavenworth, Kansas (1986/87).

## Condecoraciones
Está en posesión de las siguientes condecoraciones:
- Gran Cruz del Mérito Militar con distintivo blanco con tres menciones honoríficas.[29]
- Cuatro Cruces del Mérito Militar con distintivo blanco.[30] con mención honorífica especial  (1978, 1983, 1986 y 1988).
- Gran Cruz de la Orden de San Hermenegildo (1995).[31]
- Cruz de la Orden de San Hermenegildo
- Placa de la Orden de San Hermenegildo
- Encomienda de la Orden de San Hermenegildo
- Cruz al Mérito Naval de 1.ª clase con distintivo blanco (2 de enero de 1992).[32]
- Venera de Caballero de la  Orden del Fénix de la República Helénica (1 de junio de 1993).[33]
- Medalla de la Paz de Marruecos (10 de noviembre de 1964).[34]
- Emblema de Honor del Ejército de Tierra de la  República de China Nacionalista (20 de agosto de 1966).[35]

## Publicaciones
- Organismos superiores, misiones y unidades subordinadas.[36]
- Medidas de Confianzas Militares, junto con Javier Jordán.[37]